# Le Goût de la violence
Pour plus de détails, voir Fiche technique et Distribution.
Le Goût de la violence est un film franco-germano-italien réalisé par Robert Hossein et sorti en 1961.

## Synopsis
Dans un pays d'Amérique latine à la fin du XIXe siècle, des guérilleros luttent contre un gouvernement dictatorial.

## Fiche technique
- Titre italien : Febbre di rivolta
- Titre allemand : Haut für Haut
- Titre anglais : The Taste of Violence
- Réalisation : Robert Hossein
- Scénario : Robert Hossein, Louis Martin, Claude Desailly, Walter Ulbrich / Dialogues: Robert Hossein, Jules Roy
- Photographie : Jacques Robin
- Montage : Borys Lewin
- Musique : André Hossein
- Décors : Jean Mandaroux
- Costumes : Madeleine Charlot
- Son : Guy Chichignoud
- Production :  Continental Produzione, Franco London Films, Société Nouvelle des Établissements Gaumont
- Distribution : Gaumont
- Pays de production :  France |  Italie |  Allemagne de l'Ouest
- Langue : Français
- Lieu de tournage : Monténégro
- Format :  35 mm — 2,35:1 (Dyaliscope) — Son : Mono
- Procédé :  Noir et blanc
- Genre : Pseudo western
- Durée : 85 minutes
- Dates de sortie : 
  - France : 30 août 1961
  - Italie : 15 décembre 1961
- Affiche : Boris Grinsson (France)

## Distribution
- Robert Hossein : Perez, le chef du groupe de révolutionnaire
- Giovanna Ralli : Maria Laragana, la prisonnière
- Mario Adorf : Chamaco, le deuxième révolutionnaire
- Hans H. Neubert : Chico Dominguez, le troisième révolutionnaire
- Madeleine Robinson : Bianca
- Dany Jacquet  : Isa